# Азербејџан на Зимским олимпијским играма 1998.
Азербејџану  је дебитовао на Зимским олимпијским играма 1998. одржаним у Нагану од 10. до 22. фебруар 1998. Азербејџанску делегацију, представљало је четворо такмичара (2 мушкарца и 2 жену) у три дисциплине уметничког клизања.
Најмлађи такмичар била је Инга Родионова са 17 година и 323 дана, а најстарији Игор Пашкевич са 26 година и 227 дана.
Азербејџански олимпијски тим је остао у групи екипа које нису освојиле ниједну медаљу.
Заставу Азербејџана на свечаном отварању Олимпијских игара 1998. носила је уметничка клизачица Јулија Воробјева.

### Спортисти Азербејџана по дисциплинама
| Спорт             | Мушкарци | Жене | Укупно |
| ----------------- | -------- | ---- | ------ |
| Уметничко клизање | 2        | 2    | 4      |
| Укупно (1)        | 2        | 2    | 4      |

## Резултати

### Уметничко клизање
| Клизач/ица                         | Дисциплина           | Кратки програм | Слободни састав | Укупно | Пласман      | Детаљи |
| ---------------------------------- | -------------------- | -------------- | --------------- | ------ | ------------ | ------ |
| Јулија Воробјева                   | Жене појединачно     | 18             | 16              | 25,0   | 16 / 24 (28) |        |
| Игор Пашкевич                      | Мушкарци појединачно | 13             | 15              | 21,5   | 16 / 24 (29) |        |
| Инга Родионова Александар Аниченко | Парови               | 19             | 18              | 27,5   | 18 / 20      |        |